# Limnoperdon incarnatum
Limnoperdon incarnatum — вид базидіомікотових грибів порядку агарикальні, єдиний представник родини Limnoperdaceae.

## Опис
Водний гриб, що живе на поверхні водойм, живлячись опалим листям. Плодове тіло у формі плавучої кульки, у нього відсутні спеціалізовані структури, такі як ніжка, капелюшок і спорові пластини. Кульки плавають на поверхні води над зануреними гілочками до яких прикріплюється гіфами. Експериментальні спостереження за розвитком плодового тіла, засновані на зростанні гриба в чистій культурі, припускають, що тонка нитка міцелію прив'язує кульку над водою, поки вона дозріває. Плодові тіла спочатку виглядають як пучок гіф, потім стають чашоподібними і зрештою охоплюють єдину камеру, яка містить червонуваті спори.

## Поширення
Перші зразки гриба зібрані у 1974 році з болота біля дитячого майданчика на південному березі озера Юніон у Сіетлі, штат Вашингтон. Згодом, з цих зразків вирощений у культурі у чашці Петрі. У 1977 році Кейсуке Тубакі зібрав його з дерев'яних блоків, занурених у солонувату воду в Японії; у 1979 році вчені Сейя Іто та Т. Йокояма повідомили, що збирали його на японських рисових полях. Пізніші дослідження виявили грибок у кількох місцях Південної Африки і в прісноводних водоймах Канади.